# Federazione di pattinaggio del Mozambico
La Federazione di pattinaggio del Mozambico (in portogheseː Federaçao Moçambicana de Patinagem) è l'organo nazionale mozambicano che governa e gestisce tutti gli sport rotellistici ed ha lo scopo di organizzare, disciplinare e sviluppare tali discipline. La sede della federazione è a Maputo. L'attuale presidente è Nicolau Manjate.

## Discipline
Le discipline ufficialmente affiliate alla federazione sono le seguenti:
- Hockey su pista
- Hockey in linea
- Pattinaggio freestyle
- Pattinaggio artistico
- Pattinaggio corsa
- Skateboard
- Skiroll